# Латвійська музика
Латвійська музика має давню традицію, і охоплює широкий спектр явищ від традиційної музики до сучасної академічної та популярної музичної сцени. Особливо важливе значення мають традиційні музичні жанри, насамперед пісні, в яких збереглися дохристиянські мотиви та бурдонний вокал.

## Історія

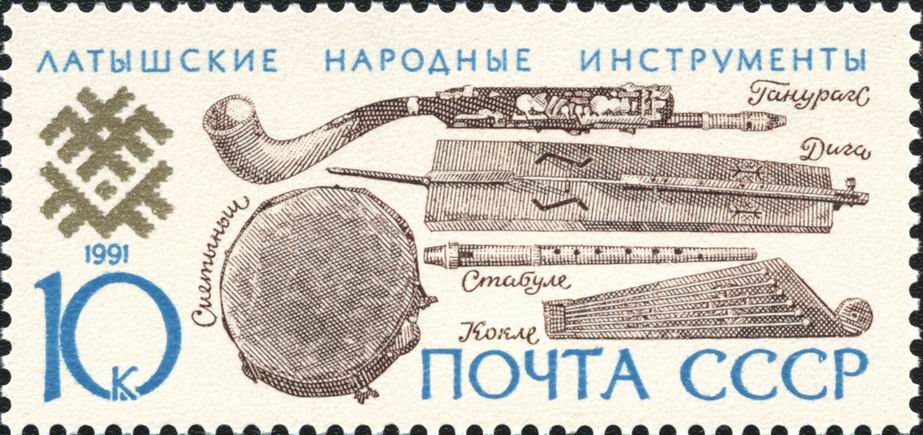
Латвійські народні інструменти на радянській поштовій марці

Найбільш ранні відомі відомості про латвійську музику відносяться до періоду неоліту. Археологами виявлені інструменти роду флейт. До кінця першого тисячоліття народами, що населяли територію сучасної Латвії, було створено безліч інструментів, таких як Кокле (струнно-щипковий інструмент роду цитри) чия конструкція збереглася до наших днів.
До моменту завоювання території сучасної Латвії хрестоносцями (XIII століття), музична культура цього регіону була переважно народною. З XIII століття розвивалася католицька, а з XVI століття — також протестантська церковна музика. У Ризі існували гільдії і цехи міських музикантів, що складалися тільки з німців. Перші книги літургійних піснеспівів на латиські тексти, що потрапили до Латвії, були надруковані в Кенігсберзі в 1587 році, з 1615-го піснеспівіи друкуються Ризі.
У XVII—XIX століттях музичне життя Латвії була тісно пов'язана з європейською культурою. У Ризі діяло Музичне товариство (з 1760) і Міський театр (з 1782), а при дворі герцога Курземе в Міталі (нині Єлгава) працювали відомі музиканти, такі як Йоганн Фішер Франц Адам Вайхтнер та Йоганн Адам Хіллер. З 1753 по 1788 в Ризі працював учень Й. С. Баха Йоганн Готфрід Мютель.

### Новий час
У XVIII—XIX століттях у багатьох латвійських церквах були встановлені органи, до наших днів збереглося близько 250 історичних інструментів. Орган Домського собору в Ризі з чотирма мануали і 125 регістрами, побудований в 1884 році, був на момент відкриття найбільшим у Європі. У Латвії, що лежала на шляху між найбільшими концертними центрами Західної Європи і Санкт-Петербургом, стали проходити концерти відомих органних віртуозів того часу. Зміцнилися культурні зв'язки латвійської інтелігенції з Кенігсберзького університету. У 1764—1769 в Ризі жив німецький філософ Йоганн Готфрід Гердер (1744—1803), першим почав публікувати в Європі латиські народні пісні. Серед інших відомих діячів культури, чия біографія була пов'язана з Латвією — музичний видавець Йоганн Фрідріх Харткнох (1740—1789).
У першій половині XIX століття в Ригу з концертами приїздили Джон Філд Роберт та Клара Шуман і Ференц Ліст Гектор Берліоз, Антон Рубінштейн. У 1837—1839 в місті жив Ріхард Вагнер, тут він розпочав роботу над оперою «Риенци».
Друга половина XIX століття — час формування латиської національної музичної школи. Одним з перших її представників стали композитори Карліс Бауманіс (1835—1905), автор тексту і музики латвійського гімну та Яніс Цімзе (1814—1881), який збирав і обробляв народні музику. Серед музичних жанрів найактивніше розвивалося хоровий спів, в 1873 році пройшов перший пісенний фестиваль, який став традиційним і проводиться кожні п'ять років.
Музична освіта в Латвії XIX століття була доступна лише в семінаріях і декількох музичних школах, а для отримання повнішої освіти музиканти вирушали у західні країни або до Санкт-Петербургу. Латвійська академічна музика кінця століття, як і в багатьох інших східноєвропейських країнах, перебувала під сильним впливом фольклору. Такі композитори, як Андріс Юр'янс, Язеп Вітол та Еміліс Мелнгайліс, часто використовували в своїх творах пряме цитування народних пісень, інші (Альфред Калниньш, Еміль Дарзіньш) уникали цього, але і в їх роботах значне місце займають елементи фольклору.

### XX століття
Короткочасний період незалежної республіки (1918—1940) — епоха бурхливого розвитку музичної культури Латвії. У Ризі відкривається Латвійська національна опера (перший латиський оперний спектакль — «Банюта» Альфреда Калниньша — був поставлений на її сцені в 1920), Латвійська консерваторія (нині Латвійська музична академія імені Язепа Вітола, 1919), музичні школи, заснований перший постійний симфонічний оркестр (оркестр Ризького радіо, 1926) і ряд камерних ансамблів. Різні напрямки композиторського мистецтва представлені у творчості Язепа Вітола, Альфреда Калниньша, Язепа Мединьшема (національний романтизм), Яніса Мединьша і Янісом Калниньша (поствагнерізм), Яніса Кнепітіса і Яніса Залітіса (імпресіонізм) та іншими.
З окупацією Прибалтики Радянським Собзом в Латвії було засновано ряд музичних колективів та установ — в 1940 був заснований Хор радіо і телебачення, рік потому — Латвійська філармонія, в 1944 — Союз композиторів Латвійської РСР, незабаром після війни відкрито Театр оперети. У другій половині 1940-х латвійська музика потрапила під жорсткий контроль з боку радянської партійної цензури. Багато композитори змушені були емігрувати і продовжити свою роботу за кордоном, серед них — Яніс Калниньш, Вольфганг Дарзіньш, Талівалдіс Кенінс, Гундаріс Поне. В епоху «відлиги» в латвійській музиці з'явилися якісно нові стильові течії, пов'язані з європейським післявоєнним авангардом, однак основними напрямками залишалися неоромантизм та неокласицизм.

## Сучасність
Сучасна Латвія — великий центр європейської музичної культури. У Ризі та інших містах регулярно проходять концерти найбільших світових музикантів, міжнародні музичні конкурси та фестивалі. Особливо відомі фестивалі в Юрмалі (Дзінтарі) і Сигулді.
Серед латвійських музикантів, які завоювали світову популярність у другій половині XX — початку XXI століття — композитори Яніс Іванов, Пауль Дамбіс, Майя Ейнфельде, Артур Грінупс Імантс Калниньш, Ромуалдс Калсонс, Петеріс Плакідіс, Георг Пелеціс, Юріс Карлсонс Петеріс Васкса, Раймонд Паулс, Ромуальд Калсонс, Імантс Земзаріс, Ерікс Ешенвалдс, диригенти Арвід Янсонс і його син Маріс, Андріс Нельсонс, співаки Карліс Заріньш, Яніс Спрогіс Інгус Петерсонс, Самсон Ізюмов, Олександр Антоненко, співачки Жермена Хейне-Вагнера Інесі Галанте, Еліна Гаранча, Майя Ковалевська, піаністи Артур Озоліньш, Ілзе Граубіня, Вестардс Шимкус, скрипалі Байба Скріде, Ієва Граубіня-Браво расм Ліелмане-Кортеса Валдіс Заріньш та Гідон Кремер, фортепіанний дует Нора Новік та Раффі Хараджанян валторніст Арвідс Клішанс, віолончелістка Елеонора Тестелец, хорові диригенти Імантс Цепітіс, Імантс і Гідо Кокарси, органісти Талівалдіс Дексніс, Івета Апкалне.
Серед відомих музичних гуртів Латвії — «Brainstorm», «Dzeltenie Pastnieki» («Жовті листоноші»), «Hospitāļu iela», «Līvi», «Zodiaks», «F.L.Y.», «Тумса» та інші.